# Barmsee
Barmsee je ledovcové jezero ve východní části pohoří Estergebirge v zemském okrese Garmisch-Partenkirchen na jihu Německa. Leží v nadmořské výšce 885 m v oblasti obce Krün severně od Mittenwaldu. Jeho rozloha je 55 ha a maximální hloubka 30,6 m. Jezero je 1,12 km dlouhé a 0,49 km široké.

## Vodní režim
Kvůli chráněné poloze ledovcového jezera a jeho relativně velké hloubce nedochází ani na jaře, ani na podzim k úplnému promíchání hlubších vodních vrstev. Jedná se proto o jezero meromiktické. Výsledkem je, že hlubší vrstvy zůstávají bez kyslíku. Jeho přítoky jsou Gruberseebach a Seebach. Z jezera odtéká Barmseebach, který ústí do potoka Kranzbach v povodí řeky Isar.

## Osídlení
Jezero se nachází v katastru obce Krün. U východního břehu stojí hotel a restaurace.

## Využití
Na severozápadním břehu jezera je malé přírodní koupaliště.

## Přístup
Jezero je přístupné autem z Mittenwaldu. Kolem jezera vede turistická stezka.